# Regio-Shuttle
De Regio-Shuttle zijn lighttrain dieseltreinen van fabrikant Stadler in Berlin-Pankow.

## Geschiedenis
Oorspronkelijk werd de Regio-Shuttle tot 2001 door ADtranz gebouwd. Toen Bombardier ADtranz overnam, mocht Bombardier de Regio-Shuttle om kartelrechterlijke redenen niet meer bouwen. De licentie kwam toen in handen van Stadler Rail. Bombardier bouwt nu de ITINO, een treinstel dat gebaseerd is op de Regio-Shuttle. Stadler Rail ontwikkelde de trein verder als Regio-Shuttle RS 1.
De Regio-Shuttle biedt zitplaatsen voor 71 tot 94 reizigers. Het motorrijtuig wordt aangedreven door 2 dieselmotoren met een vermogen 257 kW voor Deutsche Bahn DB en 265 kW (Euro IV) voor andere private spoorwegmaatschappijen. Bij de Deutsche Bahn (DB) staat het motorrijtuig bekend als Baureihe 650. Ook veel private spoorwegmaatschappijen in Duitsland, waaronder de Prignitzer Eisenbahn, rijden met Regio-Shuttles. Op 19 augustus 2010 maakte Stadler Rail bekend dat er inmiddels 450 treinen van dit type werden verkocht.

## Overzicht
Hieronder een overzicht van gebouwde en te bouwen treinen van het type Regio-Shuttle
| Serie        | Afbeelding | Vervoerder                | In dienst gesteld                          | Aantal                 | Aantal rijtuigen | Aandrijving  |
| ------------ | ---------- | ------------------------- | ------------------------------------------ | ---------------------- | ---------------- | ------------ |
| Baureihe 650 |            | DB ZugBus sinds 2008: RAB | 1996 - 2004                                | 27 + 23 + 3 + 28 = 81  | 1                | Diesel (DMU) |
| RS 1         |            | BOB                       | 1998, 2005, 2013                           | 4, 3, 2                | 1                | Diesel (DMU) |
| RS 1         |            | BSB                       | 1998 - 2002                                | 9 + 12 = 21            | 1                | Diesel (DMU) |
| RS 1         |            | CBC                       | 2002                                       | 6                      | 1                | Diesel (DMU) |
| RS 1         |            | Rurtalbahn (RTB)          | 2012                                       | 5                      | 1                | Diesel (DMU) |
| RS 1         |            | Erfurter Bahn (EIB)       | 1998 2003-2004 2012                        | 9 14 38                | 1                | Diesel (DMU) |
| VT 3.0       |            | FEG                       | 2000                                       | 3                      | 1                | Diesel (DMU) |
| RS 1         |            | HzL                       | 1998-2009                                  | 4 + 22 + 20 + 4 = 50   | 1                | Diesel (DMU) |
| RS 1         |            | KVG                       | 1997                                       | 1 (tot 2010)           | 1                | Diesel (DMU) |
| RS 1         |            | MRB                       | 2000                                       | 22                     | 1                | Diesel (DMU) |
| RS 1         |            | RBG (Oberpfalzbahn)       | 2001                                       | 11                     | 1                | Diesel (DMU) |
| VT 650       |            | ODEG                      | 2002 - 2004 + 2012                         | 7 + 28 + 1 = 36        | 1                | Diesel (DMU) |
| VT 500       |            | OSB                       | 1998                                       | 24                     | 1                | Diesel (DMU) |
| VT 650       |            | PEG                       | 2003                                       | 8                      | 1                | Diesel (DMU) |
| RS 1         |            | RV                        | 2002, 2009                                 | 3 + 2 = 5              | 1                | Diesel (DMU) |
| RS 1         |            | STB                       | 2001                                       | 32                     | 1                | Diesel (DMU) |
| RS 1         |            | Vogtlandbahn              | 2012                                       | 8                      | 1                | Diesel (DMU) |
| RS 1         |            | Strohgäubahn              | 2012                                       | 8                      | 1                | Diesel (DMU) |
| VT 500       |            | SWEG                      | 1997                                       | 8                      | 1                | Diesel (DMU) |
| VT 001       |            | trans regio (TDR)         | 2000 op 15-12-2008 terug naar Angel Trains | 20                     | 1                | Diesel (DMU) |
| RS 1         |            | RBG (Waldbahn)            | 1997 - 2004                                | 12 + 2 = 14            | 1                | Diesel (DMU) |
| RS 1         |            | WEG                       | 1996 - 2001                                | 3 + 1 + 4 + 3 + 3 = 14 | 1                | Diesel (DMU) |
| 840          |            | České Dráhy (CD)          | 2011 - 2012                                | 16 district Liberec    | 1                | Diesel (DMU) |
| 841          |            | České Dráhy (CD)          | 2011 - 2012                                | 17 Hoogland district   | 1                | Diesel (DMU) |

## Bestellingen
Het zag ernaar uit dat de productie in 2006 zou worden beëindigd. In 2007 en 2008 volgden er nog bestellingen van ODEG, HzL en Rhenus Veniro. In juni 2008 sloot Deutsche Bahn AG een verdrag met Stadler Rail voor de afname van 60 treinen.
In 2010 plaatste České Dráhy (ČD) een order voor 33 Regio-Shuttles.
De BeNEX plaatste een order van 38 Regio-Shuttle voor het Diesel net in Oberfranken. Deze treinen zullen tussen juni 2011 en december 2012 worden geleverd.